# 야훼교

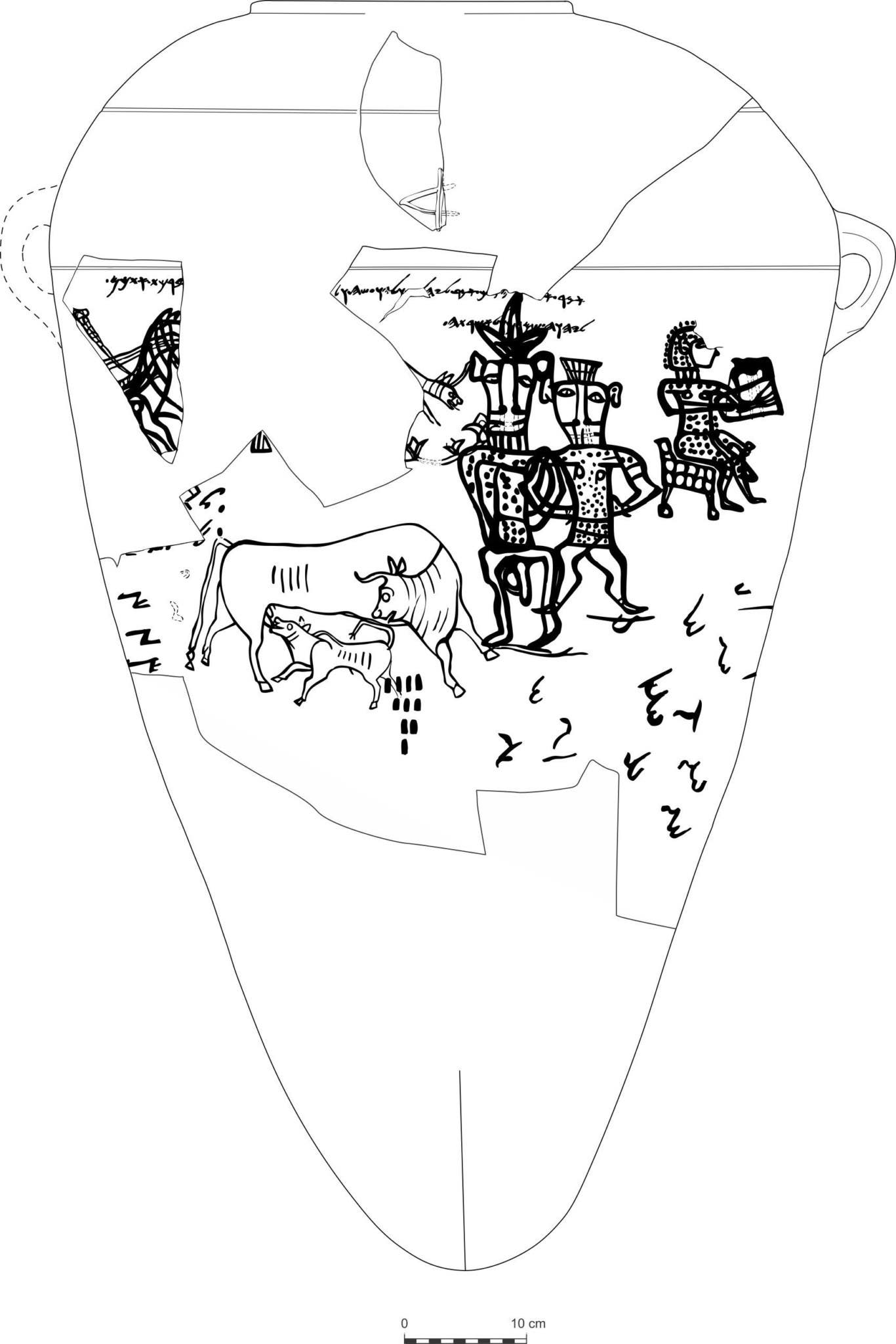
이집트 시나이 반도의 쿤틸렛 아주루드에서 발견된 "야훼와 그의 아세라"라는 글자가 새겨진 피토스 조각의 이미지

야훼교(Yahwism) 또는 여호와교는 현대 학자들이 고대 이스라엘의 종교를 지칭할 때 사용하는 표기이다. 야훼교는 본질적으로 다신교로 여러 남신과 여신을 숭배했다. 야훼교의 주신으로는 이스라엘 왕국과 유다 왕국의 민족신인 야훼와 그의 배우자로 숭배되던 여신 아세라가 있으며, 이들의 하위신으로 바알, 샤마쉬, 야리크, 모트, 아스타르테 등이 있었다. 각각의 신들은 저마다 제사장과 선지자가 있었고, 왕족이 종교 내에서 중요한 역할을 맡았다.
야훼교만의 축제, 희생 등 공적 의식과 서원 등의 사적 의식이 있었으며, 법적 판결도 종교의 영향 아래에서 이루어졌다. 구약성경에 묘사된 것과 달리, 예루살렘 성전은 야훼의 유일한 성전도 아니거니와 모든 성전의 중심이 되지도 않았다. 왕은 민족신의 대리자로서 야훼교의 우두머리를 맡았으며, 야훼의 성전 즉위를 주재할 때마다 그 역할이 반영되었다.
야훼와 별도로 존재하던 다양한 신들은 새로운 종교적 사상적 흐름에 따라 그 비중이 점차 줄어들었으며, 동시에 그들의 신화 역시 재맥락화를 거쳤다. 철기 시대 중기의 군주제 기간 동안 이스라엘의 종교는 오직 야훼만을 숭배하는 방향으로 옮겨갔지만 이러한 신학적 변화는 주로 소규모 집단에 국한되어 남아 있었고, 광범위한 정치적 격변기였던 기원전 7세기에서 기원전 6세기 동안에만 일반 대중에게 퍼졌다. 일신교화는 궁극적으로 바빌론 유수가 끝날 무렵 절정에 달했으며, 기원전 4세기에 이르러 현재 제2성전 유대교로 알려진 종교로 통합되었다. 사마리아교 또한 야훼교에서 파생되었다.

## 역사
대부분의 왕정 시대 동안 고대 이스라엘 종교의 중심은 야훼라는 신에 대한 숭배였으며, 이러한 이유로 이스라엘의 종교는 '야훼교(Yahwism)'라 불린다. 그러나 야훼는 이스라엘에서 처음부터 숭배되던 신은 아니다. "이스라엘"이라는 이름에서 알 수 있듯 이스라엘의 원래 주신은 만신전의 우두머리인 엘이며, 구약의 족장들, 이스라엘 지파들, 사사들, 또는 초기 군주들 중 어느 누구도 '야훼'에서 기원한 이름을 가지고 있지도 않다. 야훼가 레반트에서 어떻게, 어디서, 왜 출현했는지는 불분명하다. 원래 이름이 '야훼'인지도 확실치 않다.
이스라엘이라는 용어는 기원전 13세기 이집트의 메르넵타 비석과 함께 역사 기록에 처음으로 등장한 반면, 야훼 숭배는 기원전 12세기에 정황적으로나마 입증되었다. 약 400년 후인 기원전 9세기에 메사 석비가 제작될 때까지 레반트 지역에서 야훼의 기원이나 성격은 말할 것도 없고 야훼의 이름에 대한 증거나 기록도 발견된 바가 없다. 이 때문에 기원전 10세기부터 야훼 신앙이 이스라엘에 전파되었을 것이라고 보는 학자도 있다. 하지만, 그럼에도 불구하고 많은 학자들은 후기 청동기 시대(기원전 1200년경)에 이스라엘이 출현하는데 야훼에 대한 공동 숭배가 역할을 했다고 본다.
당시 초기 이스라엘 사회는 작은 마을 규모였지만, 시간이 지남에 따라 도시 중심지가 성장하고 사회가 더욱 체계화되고 복잡해졌으며, 기원전 9세기가 되면 사마리아를 수도로 삼은 이스라엘 왕국이라는 국가로 이어졌다. 기원전 10세기 이후 철기 시대의 부족과 추장들은 민족 국민 국가로 대체되었다. 각 왕국에서 왕은 또한 민족종교의 교주였으며 따라서 민족신의 지상 부왕이었다. 예루살렘에서 이것은 왕이 야훼가 예루살렘 성전에 즉위하는 의식을 주관할 때 매년 반영되었다. 히브리어 성경은 예루살렘 성전이 항상 야훼의 중심, 또는 심지어 유일한 성전이 되어야 한다는 인상을 주지만, 이것은 사실이 아니며 이스라엘 왕국이나 사마리아의 주에서도 그렇게 받아들여지지 않았다. 가장 초기에 알려진 이스라엘 예배 장소는 사마리아 언덕에 있는 12세기 야외 제단으로 가나안 사람 "불-엘"(황소 모양의 엘)을 연상시키는 청동 황소와 고고학적 유적이 있다. 이스라엘의 북쪽 경계에 있는 단과, 한때 유다의 일부였던 네게브 사막의 아랏과 브엘세바에서 더 많은 성전이 발견되었다. 실로, 벧엘, 길갈, 미스바, 라마, 단은 또한 축제, 제사, 서원, 개인 의식, 법적 분쟁의 판결을 위한 주요 장소였다.
종교적 혼합주의 시대에 이스라엘 사람들은 가나안의 신 엘을 야훼와 동일시하였다. 이후 엘은 출애굽기 6:2–3 에서 알 수 있듯이 항상 야훼와 같은 신으로 여겨졌다.
오직 야훼에 대한 예배는 기원전 9세기에 엘리야 선지자와 함께 시작되었고 늦어도 8세기에는 호세아 선지자와 함께 시작되었다. 그럼에도 불구하고 그것은 망명과 망명 이후 초기에 우위를 차지하기 전에 소규모 정당의 관심사로 남아있었다. 이 파벌의 초기 지지자들은 진정한 유일신론자라기보다 일신주의자로 널리 알려져 있다. 그들은 야훼만이 유일하게 존재하는 신이라고 믿는 대신에, 그는 이스라엘 백성이 숭배해야 할 유일한 신이라고 믿었기 때문이다. 바빌론 유수라는 국가 위기 동안 야훼교도들은 한 걸음 더 나아가 마침내 야훼 이외의 다른 신들의 존재 자체를 전면 부인함으로써 일신교에서 유일신교로, 야훼교에서 유대교로의 전환을 표시했다. 일부 학자들은 널리 퍼진 일신교의 시작을 기원전 8세기로 추정하고 이를 신아시리아 침략에 대한 대응으로 보고 있다.
기원전 539년, 바빌론이 페르시아에게 함락되어 바빌론 유수가 끝나고 포로로 잡혀간 이스라엘 사람들이 예루살렘으로 돌아왔다. 원래 포로 생활의 후손으로서 그들은 유다에 살지 않았다. 그럼에도 불구하고 성경 문헌의 저자들의 관점에서 그들은 그 땅에 남아 있던 사람들이 아니라 "이스라엘인"이었다. 유다는 페르시아의 속주였으며 바벨론에서 페르시아와 연결되어 귀환한 사람들은 권위 있는 위치를 확보했다. 그들이 옛 "야훼" 운동의 후예를 대표했지만 그들이 제정하게 된 종교는 왕정 야훼교와는 상당히 달랐다. 차이점에는 신권에 대한 새로운 개념, 성문법과 이에 따른 성서에 대한 새로운 초점, 이 새로운 "이스라엘" 공동체 밖에서의 통혼을 금지함으로써 순결을 보존하는 것에 대한 관심이 포함되었다. 이 새로운 믿음은 유대교 발전의 다음 단계인 두 번째 성전 유대교를 나타낸다.

## 신앙

### 만신전

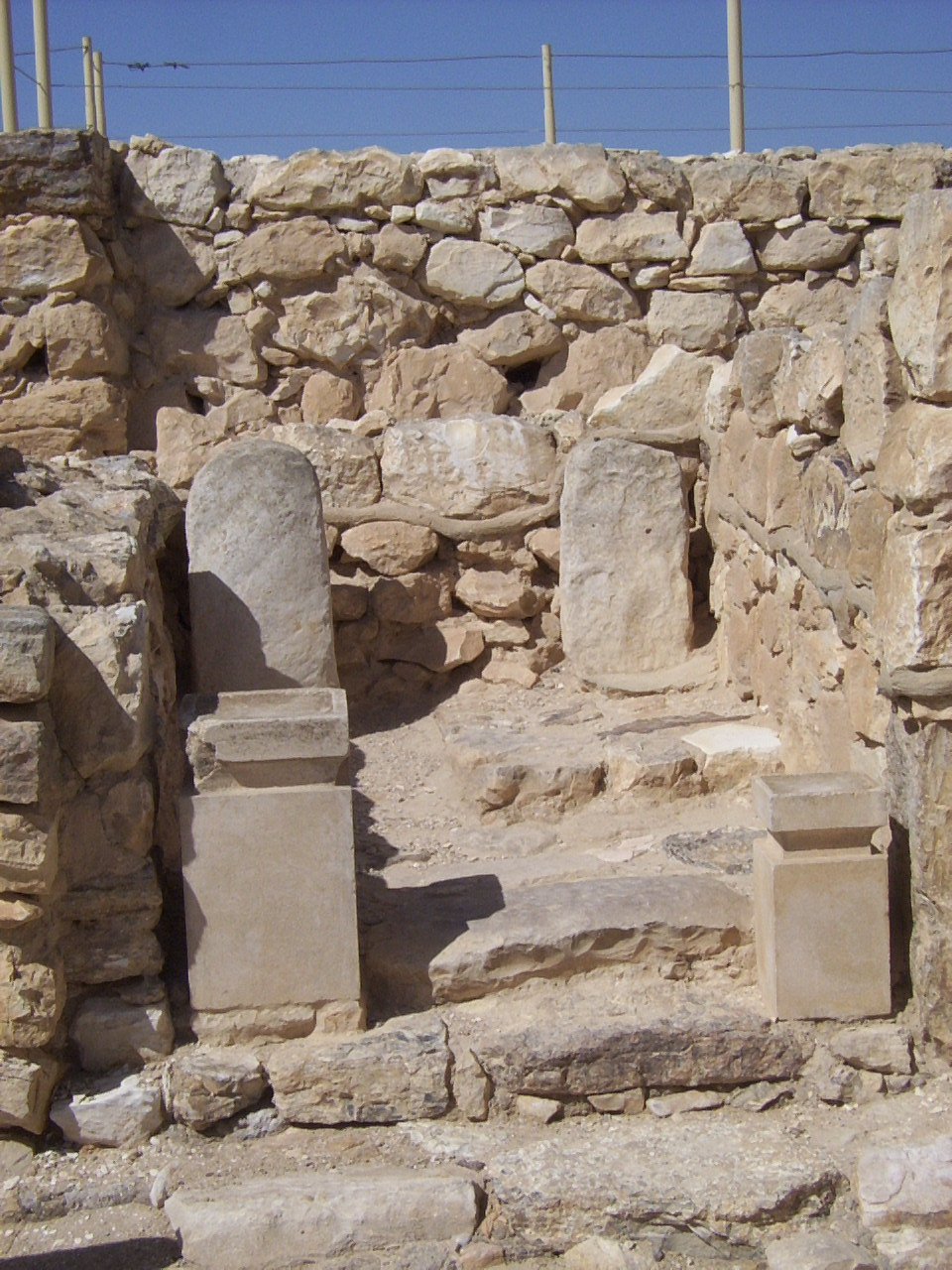
텔아라드의 폐허가 된 성전에 있는 지성소. 두 개의 향 기둥과 두 개의 비석이 있다. 하나는 야훼를 위한 것이고 다른 하나는 아세라를 위한 것이다. 성전은 아마도 요시아의 개혁의 일환으로 파괴되었을 것이다.

고대 이스라엘의 종교는 기본적으로 다신교로 여러 남신과 여신이 숭배되었다는 데에 현대 학자들 사이에 광범위한 합의가 있다. 이들의 주신은 기원전 8세기 후반에서 6세기까지 인감의 요소로 그의 이름이 등장하는 야훼였다. 야훼와 함께 그의 배우자 아세라가 있었는데, (이집트의 5세기 유대인 정착지 엘레판티네섬의 사원에서 여신 "아나트-야후"로 대체됨), 구약성경은 예루살렘과 벧엘과 사마리아에 있던 야훼 성전에서도 아세라 여신의 동상이 야훼와 함께 모셔졌다고 전한다.
야훼와 아세라 밑에는 바알, 샤마 시, 야리크, 모트, 아스타르테와 같은 두 번째 계층의 신들과 여신들이 있었는데, 그들 모두는 그들 자신의 제사장과 예언자들이 있었고 그들의 신봉자들 가운데 왕족이 있었다. 하늘의 여왕이라고 불리는 여신도 숭배되었는데, 아스타르테와 메소포타미아 여신 이슈타르의 융합체였던 것으로 추정된다.
그 밑에는 '뱀에게 물린 상처를 치료하는 신'처럼 전문화된 신들로 구성된 세 번째 계층의 신들이 있었을 것이라는 가능성이 제시된다. 그러나 이 신의 경우 성경 본문에서 그를 묘사한 형태와 그것이 만들어진 금속에 근거한 말장난인 네후쉬탄으로만 식별되기 때문에 너른 동의를 얻지는 못한다. 그리고 이들 아래에는 나중에 기독교, 유대교, 이슬람교의 천사, 그리고 케루빔과 같은 다른 천국의 천사가 된, 더 높은 신들의 전령인 알락이 있었다.
바알과 야훼에 대한 숭배는 이스라엘 역사 초기에 공존했지만 기원전 9세기 이후에는 아합 왕과 그의 왕비 이세벨이 바알을 민족신의 지위로 높이려는 노력으로 인해 화해할 수 없는 것으로 여겨졌다. 바알 숭배는 한동안 계속되었다.

### 숭배
야훼교에서는 축제, 희생, 서원, 사적인 의식, 법적 분쟁의 판결 등에 영향을 끼쳤는데, 이는 당시 다른 셈족 종교에서도 관찰되는 특징이다. 야훼 숭배의 중심은 시골 생활의 주요 사건과 일치하는 3개의 큰 연례 축제, 즉 어린 양의 탄생제인 유월절, 곡식 수확제인 칠칠절, 과일 수확제인 초막절에 있다. 그들은 이스라엘의 민족 신화에 나오는 사건들과 관련이 있게 되었다. 유월절은 이집트 탈출, 칠칠절은 시나이에서 율법을 준 사건, 초막절은 광야 방랑이었다. 이와 같이 축제들은 비록 초기의 농업적 의미가 완전히 상실되지는 않았지만 야훼의 이스라엘 구원과 이스라엘의 거룩한 백성으로서의 지위를 기념했다.
동물 공희는 야훼교와 유대교(서기 70년 제2성전 이 파괴되기 전)에서 큰 역할을 했으며, 제사를 지낸 후 제단을 태우고 피를 뿌리는데, 이는 성경에서 매일의 성전 의식으로 묘사된 유대인의 관습이다. 희생은 아마도 노래나 시편 낭송으로 보완되었을 것이다. 그러나 세부 사항은 부족하다. 레위기 1-16장에 자세히 설명된 의식은 순결과 속죄에 대한 강조와 함께 실제로 바벨론 포로와 야훼교/유대교 전환 후에만 따랐다. 사실, 가장이라면 누구라도 경우에 따라 희생을 바칠 수 있었다. 기도 자체는 실제로 거의 역할을 하지 못했다.

### 선지자와 영웅
희생 제사장들 외에도 선지자와 영웅이 야훼교에서 큰 역할을 했으며, 나중에는 유대교에서도 삼손과 여호수아에 관한 전설이 현대 유대 문서에 반영되어 선지자와 서사시 영웅이 활약했다. 모리아산 / 시온산 (성전산)에 예루살렘 성전이 있고 게리짐산에 사마리아인의 성전이 있는 문자 그대로 높은 곳에서 예배가 이루어졌다. 부적과 신비한 테라핌도 사용되었을 것이다. 또한 야훼교가 대중화되었을 때 황홀한 제의 의식(성약의 궤 앞에서 벌거벗은 춤을 추는 다윗의 이야기를 비교)을 사용했을 가능성이 있으며, 아마도 인신공양을 벌였을 가능성이 있다.

## 겐족가설
독일 작가 프리드리히 빌헬름 길라니(Friedrich Wilhelm Ghillany)가 1862년에 제안한 겐족 가설에 따르면, 야훼는 역사적으로 미디안의 신이었고, 모세의 장인과 미디안의 연관성은 히브리인들에 의한 미디안 숭배의 역사적 채택을 반영하는 것이다. 모세는 분명히 이드로의 신 야훼에 대한 개념을 이스라엘의 신 엘 샤다이와 동일시했다. 히브리인들이 겐족을 통해 미디안인들에게서 야훼 숭배를 배워왔다는 이 견해는 이후 1872년 네덜란드 종교 학자 코르넬리스 틸레(Cornelis Tiele)에 의해 독립적으로 제안되었다. 그리고 독일의 비평학자 베르나르트 스타데(Bernhard Stade)에 의해 더 완전히 제안되었고, 독일 신학자 카를 부데(Karl Budde)에 의해 더 완벽하게 정리되었다. 독일 셈족 학자 Hermann Guthe, Gerrit Wildeboer, H. P. Smith, George Aaron Barton은 이 가설을 받아드렸다. 또 다른 이론은 지역 부족 연합이 시나이에서 일신교 의식과 연결되었다는 것이다.
초기 여호와 문서에 수록된 시는 겐족 가설을 뒷받침하는 구절로 인용된다. 신명기 33:2, 사사기 5:4, 하박국 3:3, 3:7, 이사야 63:1에서 다섯 차례에 걸쳐 야훼는 성서에 나오는 유다 왕국 남쪽 땅에 명시적으로 거주한다. 각 구절은 야훼가 미디안과 에돔 땅에서 나온 것으로 묘사하며 때로는 보스라, 세일 산, 바란 산과 같은 특정 장소에서, 때로는 신이 말 그대로 "남쪽"을 의미하는 일반적인 용어인 데만에서 온 것으로 묘사된다.
보다 최근에 Blenkinsopp(2008)는 이용 가능한 증거를 재검토하여 "이 가설은 관련 문학 및 고고학 데이터에 대해 현재 이용 가능한 최상의 설명을 제공한다"고 결론지었다. 

## 같이 보기
- 가나안 종교
- 일신숭배
- 일신교
- 유대교의 기원

### 내용주
1. ↑  There is at least one candidate for an even earlier attestation of Yahweh's name: the Gezer calendar, commonly dated to the 10th century BCE,[15] which is believed to contain the partially damaged signature of the scribe who wrote it; usually reconstructed as Abijah. If this reconstruction is indeed accurate, it would place Yahweh's earliest explicit attestation at least a century before the Mesha Stele, however, because the name
is incomplete, the presence of a Yahwistic theophoric name cannot be ascertained with certainty.

### 서지
- Ackerman, Susan (2003). 〈Goddesses〉.   Richard, Suzanne. 《Near Eastern Archaeology: A Reader》. Eisenbrauns. ISBN 978-1-57506-083-5.
- Albertz, Rainer (1994). 《A History of Israelite Religion, Volume I: From the Beginnings to the End of the Monarchy》. Westminster John Knox Press. ISBN 978-0-664-22719-7.
- Allen, Spencer L. (2015). 《The Splintered Divine: A Study of Istar, Baal, and Yahweh Divine Names and Divine Multiplicity in the Ancient Near East》. De Gruyter. ISBN 978-1-5015-0022-0.
- Barker, Margaret (1992). 《The Great Angel: A Study of Israel's Second God》. Westminster John Knox Press. ISBN 978-0-664-25395-0.
- Barker, Margaret (2012), 《The Lady in the Temple》, The Mother of the Lord 1, London: Bloomsbury T&T Clark, ISBN 978-0-567-36246-9
- Bennett, Harold V. (2002). 《Injustice Made Legal: Deuteronomic Law and the Plight of Widows, Strangers, and Orphans in Ancient Israel》. Eerdmans. ISBN 978-0-8028-3909-1.
- Betz, Arnold Gottfried (2000). 〈Monotheism〉.   Freedman, David Noel; Myer, Allen C. 《Eerdmans Dictionary of the Bible》. Eerdmans. ISBN 9053565035.
- Betz, Hans Dieter (1996). 《The Greek Magical Papyri in Translation Including the Demonic Spells》 2판. University of Chicago Press. ISBN 978-0-226-04447-7.
- Becking, Bob (2021). 〈Continuity and Discontinuity After the Exile〉.   Korpel, M.C.A.; Becking, Bob. 《The Crisis of Israelite Religion》. BRILL. ISBN 978-1-57506-083-5.
- Charles, H.H. (2021). 《From Eden to Golgotha》. Wipf and Stock. ISBN 9781725297302.
- Cohen, Shaye J. D. (1999). 〈The Temple and the Synagogue〉.   Finkelstein, Louis; Davies, W. D.; Horbury, William. 《The Cambridge History of Judaism: Volume 3, The Early Roman Period》. Cambridge University Press. ISBN 978-0-521-24377-3.
- Darby, Erin (2014). 《Interpreting Judean Pillar Figurines: Gender and Empire in Judean Apotropaic Ritual》. Mohr Siebeck. ISBN 978-3-16-152492-9.
- Davies, Philip R.; Rogerson, John (2005). 《The Old Testament World》. Westminster John Knox Press. ISBN 978-0-567-08488-0.
- Davies, Philip R. (2010). 〈Urban Religion and Rural Religion〉.   Stavrakopoulou, Francesca; Barton, John. 《Religious Diversity in Ancient Israel and Judah》. Continuum International Publishing Group. ISBN 978-0-567-03216-4.
- Day, John (2002). 《Yahweh and the Gods and Goddesses of Canaan》. Journal for the Study of the Old Testament: Supplement Series 265. Sheffield Academic Press. doi:10.2307/3217888. ISBN 978-0-567-53783-6. JSTOR 3217888. S2CID 161791734.
- Dever, William G. (2003a). 〈Religion and Cult in the Levant〉.   Richard, Suzanne. 《Near Eastern Archaeology: A Reader》. Eisenbrauns. ISBN 978-1-57506-083-5.
- Dever, William G. (2003b). 《Who Were the Early Israelites and Where Did They Come From》. Eerdmans. ISBN 978-0-8028-4416-3.
- Dever, William G. (2005). 《Did God Have A Wife?: Archaeology And Folk Religion In Ancient Israel》. Eerdmans. ISBN 978-0-8028-2852-1.
- Eakin, Frank E. Jr. (1971). 《The Religion and Culture of Israel》. Boston: Allyn and Bacon.
- Gorman, Frank H., Jr. (2000). 〈Feasts, Festivals〉.   Freedman, David Noel; Myers, Allen C. 《Eerdmans Dictionary of the Bible》. Amsterdam University Press. ISBN 978-1-57506-083-5.
- Gnuse, Robert Karl (1997). 《No Other Gods: Emergent Monotheism in Israel》. Journal for the Study of the Old Testament: Supplement Series 241. Sheffield Academic Press. ISBN 978-0-567-37415-8.
- Gnuse, Robert Karl (1999). “The Emergence of Monotheism in Ancient Israel: A Survey of Recent Scholarship”. 《Religion》 29 (4): 315–36. doi:10.1006/reli.1999.0198.
- Handy, Lowell K. (1995). 〈The Appearance of Pantheon in Judah〉.   Edelman, Diana Vikander. 《The Triumph of Elohim: From Yahwisms to Judaisms》. Peeters Publishers. ISBN 9053565035.
- Hess, Richard S. (2012), 〈Yahweh's "Wife" and Belief in One God in the Old Testament〉,   Hoffmeier, James K.; Magary, Dennis R., 《Do Historical Matters Matter to Faith?: A Critical Appraisal of Modern and Postmodern Approaches to Scripture》, Wheaton, Illinois: Crossway, 459–76쪽, ISBN 978-1-4335-2574-2.
- Kaiser, Walter C., Jr. (2017). 《Exodus》. Zondervan. ISBN 978-0-310-53173-9.
- McKenzie, John L. (1990). 〈Aspects of Old Testament Thought"〉.   Brown, Raymond E.; Fitzmyer, Joseph A.; Murphy, Roland E. 《The New Jerome Biblical Commentary》. New Jersey: Prentice Hall. 1287, S.v. 77:17.
- Mettinger, Tryggve N.D. (2006). 〈A Conversation With My Critics: Cultic Image or Aniconism in the First Temple?〉.   Amit, Yaira; Naʼaman, Nadav. 《Essays on Ancient Israel in Its Near Eastern Context》. Eisenbrauns. ISBN 978-1-57506-128-3.
- MacDonald, Nathan (2007). 〈Aniconism in the Old Testament〉.   Gordon, R.P. 《The God of Israel》. Cambridge University Press. ISBN 978-0-521-87365-9.
- Meier, S.A. (1999). 〈Angel I〉.   Van der Toorn, Karel; Becking, Bob; Van der Horst, Pieter Willem. 《Dictionary of Deities and Demons in the Bible》. Eerdmans. ISBN 978-0802824912.
- Miller, Patrick D. (2000). 《The Religion of Ancient Israel》. Westminster John Knox Press. ISBN 978-0-664-22145-4.
- McConville, J.G. (2008). 《God and Earthly Power: An Old Testament Political Theology》. A&C Black. ISBN 978-0567045706.
- Miller, James M.; Hayes, John H. (1986). 《A History of Ancient Israel and Judah》. Westminster John Knox Press. ISBN 978-0-664-21262-9.
- Moore, Megan Bishop; Kelle, Brad E. (2011). 《Biblical History and Israel's Past: The Changing Study of the Bible and History》. Eerdmans. ISBN 978-0802862600.
- Niehr, Herbert (1995). 〈The Rise of YHWH in Judahite and Israelite Religion〉.   Edelman, Diana Vikander. 《The Triumph of Elohim: From Yahwisms to Judaisms》. Peeters Publishers. ISBN 9053565035.
- Pakkala, Juha (2017). 〈The Origins of Yahwism from the Perspective of Deuteronomism〉.   Oorschot, Markus Witte, Jürgen van; Witte, Markus. 《The Origins of Yahwism》. Walter de Gruyter. ISBN 978-3110447118.
- Peters, Francis E.; Esposito, John L. (2006). 《The children of Abraham: Judaism, Christianity, Islam》. Princeton University Press. ISBN 978-0-691-12769-9.
- Petersen, Allan Rosengren (1998). 《The Royal God: Enthronement Festivals in Ancient Israel and Ugarit?》. A&C Black. ISBN 978-1-85075-864-8.
- Smith, Mark S. (2000). 〈El〉.   Freedman, David Noel; Myer, Allen C. 《Eerdmans Dictionary of the Bible》. Eerdmans. ISBN 978-9053565032.
- Smith, Mark S. (2001). 《The Origins of Biblical Monotheism: Israel's Polytheistic Background and the Ugaritic Texts》. Oxford University Press. ISBN 978-0-19-516768-9.
- Smith, Mark S. (2002). 《The Early History of God: Yahweh and the Other Deities in Ancient Israel》 2판. Eerdmans. ISBN 978-0-8028-3972-5.
- Smith, Mark S. (2003). 〈Astral Religion and the Divinity〉.   Noegel, Scott; Walker, Joel. 《Prayer, Magic, and the Stars in the Ancient and Late Antique World》. Penn State Press. ISBN 0-271-04600-7.
- Smith, Mark S. (2010). 《God in Translation: Deities in Cross-Cultural Discourse in the Biblical World》. Eerdmans. ISBN 978-0-8028-6433-8.
- Smith, Mark S. (2017). 〈YHWH's Original Character: Questions about an Unknown God〉.   Van Oorschot, Jürgen; Witte, Markus. 《The Origins of Yahwism》. Beihefte zur Zeitschrift für die alttestamentliche Wissenschaft 484. De Gruyter. ISBN 978-3-11-042538-3.
- Sommer, Benjamin D. (2009). 《The Bodies of God and the World of Ancient Israel》. Cambridge University Press. ISBN 978-1139477789.
- von Rad, Gerhard; Brueggemann, Walter (2001), 〈A History of Jahwism〉, 《Old Testament Theology: The Theology of Israel's Historical Traditions》, The Old Testament Library 1, Louisville, Kentucky: Westminster John Knox Press, 1–102쪽, ISBN 0-664-22407-5
- Vriezen, T. C.; van der Woude, Simon Adam (2005), 《Ancient Israelite and Early Jewish Literature》, 번역 Doyle, Brian, Leiden: Brill Publishers, ISBN 978-90-04-12427-1.
- Matassa, Lidia (2007). 《ENCYCLOPAEDIA JUDAICA, Second Edition, Volume 17 Ra–Sam》. Thomson Gale. ISBN 978-0-02-865945-9.
- Hjelm, Ingrid (2003). 〈The Early Jewish Sect〉. 《The Samaritans and Early Judaism A Literary Analysis》. Bloomsbury. ISBN 978-1-57506-083-5.